# Referèndum de Noruega d'agost de 1905
El referèndum sobre la dissolució de la unió amb Suècia es va celebrar a Noruega el 13 d'agost de 1905. La dissolució de la unió, que estava vigent des de 1814, va ser aprovada per gairebé el 100% dels votants, amb només 184 vots en contra de la proposta de més de 371.000 vots emesos.

## Context
El 27 de maig de 1905, el Storting va aprovar un projecte de llei recolzat pel govern de Christian Michelsen que demanava l'establiment de consolats noruecs separats. Segons els termes de la unió, Noruega i Suècia compartien una política exterior comuna. El rei Òscar II va vetar el projecte de llei. En lloc de refrendar-lo com demanava el Rei, el govern va dimitir. Oscar es va negar a acceptar les renúncies, al·legant que no podia formar un govern de substitució.
El 7 de juny, l'Storting va declarar la unió dissolta amb el motiu que Oscar havia abandonat efectivament les seves funcions com a rei de Noruega en no poder nomenar un nou govern. El govern suec estava disposat a dissoldre la unió, sempre que el poble noruec hi acceptés en un referèndum.
La pregunta que es va fer als electors (aleshores només els homes tenien sufragi a Noruega) era si aprovaven la "dissolució ja completa de la unió". La redacció de la pregunta es va considerar acuradament per deixar clar que l'Storting considerava que la unió estava fora de vigor encara que el govern suec insistís que només es podia dissoldre amb el consentiment mutu.
El Storting va anunciar el referèndum el 27 de juliol, en previsió de les demandes sueques, evitant així l'aparença que havia estat programat en resposta a les demandes d'Estocolm. Tot i que les dones no van tenir vot, les sufragistes noruecs van iniciar una campanya per recollir signatures a favor de la dissolució i van poder presentar 244.765 signatures a favor de la dissolució en dues setmanes.

## Resultats
| Opcions            | Vots    | %     |
| ------------------ | ------- | ----- |
| Sí                 | 368.208 | 99,95 |
| No                 | 184     | 0,05  |
| Total              | 368.392 | 99,05 |
| Blancs o nuls      | 3.519   | 0,95  |
| Votants registrats | 435 376 | 85,40 |

## Conseqüències
Després del referèndum, les negocacions van continuar a Karlstad. Els dos països van arribar a un acord el 23 de setembre, que va ser aprovat pels parlaments noruec i suec el 9 d'octubre i el 13 d'octubre respectivament. Oscar va renunciar a totes les reclamacions al tron noruec el 26 d'octubre. Al novembre el príncep Carl de Dinamarca va ser elegit com el primer rei independent de Noruega en més de cinc segles, assumint el tron com a Haakon VII.